# کریسمس اونلی
کریسمس اونلی (به انگلیسی: An Avonlea Christmas) یا کریسمس مبارک، دوشیزه کینگ (به انگلیسی: Happy Christmas, Miss King) یک فیلم تلویزیونی در ژانر کریسمس محصول سال ۱۹۹۸ کانادا است. این فیلم تلویزیونی دنباله‌ای از سریال قصه‌های جزیره است.
داستان در مورد خانوادهٔ کینگ است که همزمان با شدت گرفتن جنگ جهانی اول در اروپا، خود را برای جشن کریسمس آماده می‌کنند.

## بازیگران
| بازیگر           | نقش                   | توضیح                                              |
| ---------------- | --------------------- | -------------------------------------------------- |
| جکی باروز        | هتی کینگ              | شخصیت اصلی فیلم                                    |
| جما زامپرونیا    | فلیسیتی کینگ پایک     | اولین فرزند اَلِک و جانِت                             |
| مگ رافمن         | اُلیویا کینگ دِیل       | خواهر کوچکتر هتی و الک                             |
| سدریک اسمیت      | اَلِک کینگ              | برادر هتی و اُلیویا                                 |
| لالی کادو        | جانِت کینگ             | همسر الک                                           |
| پاتریشیا همیلتون | راشِل لیند             | دوست صمیمی هتی                                     |
| مالی اتکینسون    | سیسیلی کینگ           | سومین فرزند الک و جانت                             |
| رایان کولی       | دنیل کینگ             | آخرین فرزند الک و جانت                             |
| زکری انسلی       | آرتور پِتیبون          | فرزند بزرگ کلایو پتیبون (معلم سابق مدرسه)          |
| مایا آردال       | خانم پاتس             | از شهروندان اونلی                                  |
| زکری بنت         | فلیکس کینگ            | دومین فرزند الک و جانت                             |
| کی ترمبلی        | الیزا وارد            | عمه جانت                                           |
| لورن کالینز      | لیبی هابل             | پرستار بیمارستان و دانش آموز سابق هتی              |
| آسا پرلمن        | مونتگومری (مونتی) دیل | پسر اُلیویا و جاسپر                                 |
| مایکل ماهونن     | گاس پایک              | همسر فلیسیتی                                       |
| آر.اچ. تامسون    | جاسپِر دیل             | همسر اُلیویا                                        |
| سارا پالی        | سارا استنلی           | خواهر زاده هتی، اُلیویا و الک                       |
| مریلین لایتستون  | موریل اِستِیسی          | معلم سابق اونلی و مادر خوانده آرتور، ایزی و مورگان |
| هذر بروان        | ایزی پتیبون           | خواهر آرتور و مورگان و تنها دختر کلایو             |